# Lyceum Club (Barcelona)

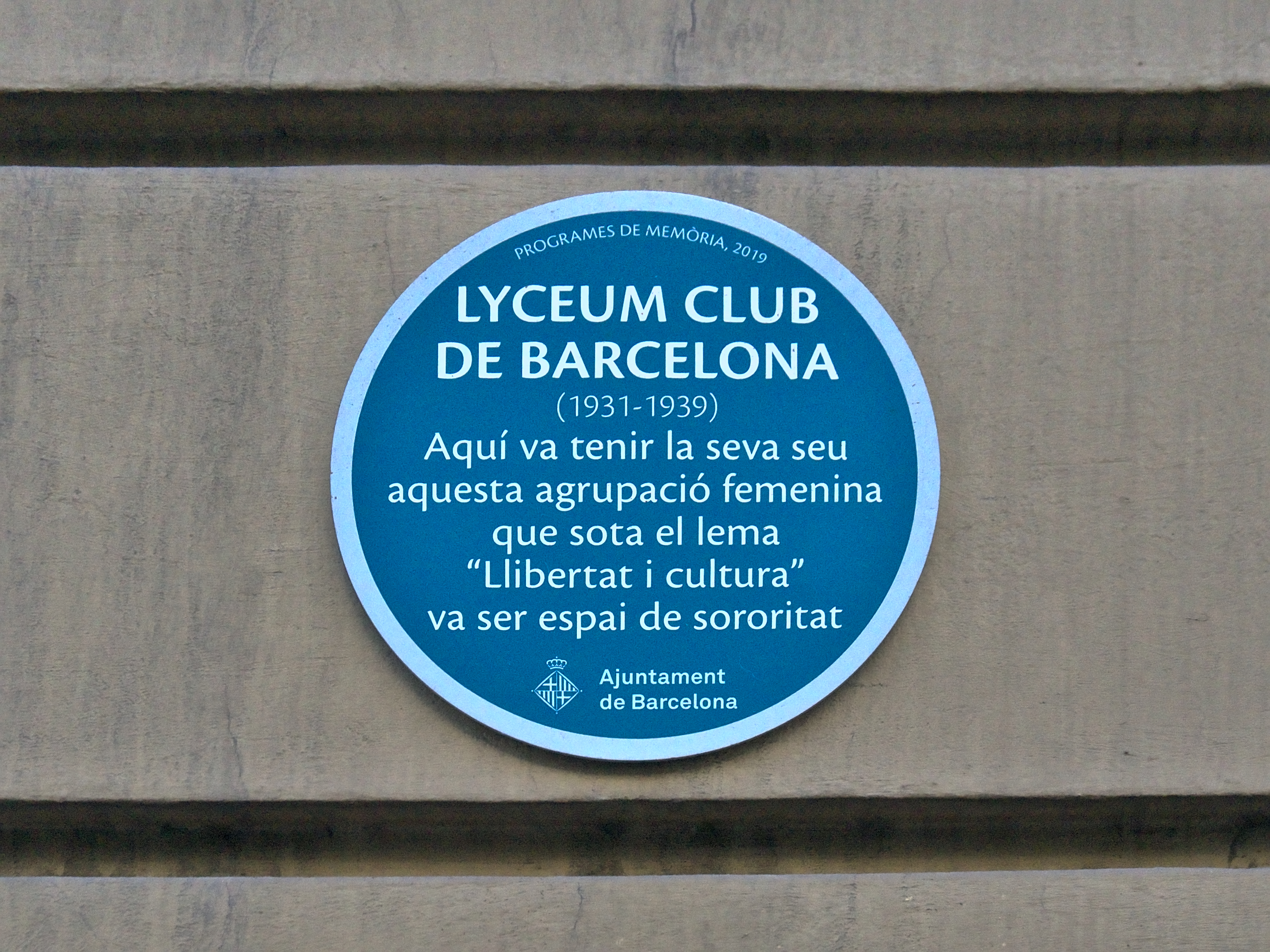
Placa conmemorativa del local donde estaba el Lyceum Club de Barcelona (1931-1939) en la calle Via Laietana 39 de Barcelona.

Lyceum Club de Barcelona fue un club de mujeres fundado en julio del 1931 respondiendo a la necesidad de mujeres intelectuales, escritoras y artistas, de construir instituciones y espacios culturales, educativos y políticos donde compartir, hacer visible y discutir inquietudes y experiencias específicas. Desde estos espacios y de las tertulias (alternativas a las masculinas de los cafés) las mujeres participaron en los proyectos de construcción de la modernidad política y artística. Su sede se estableció en el número 39 de la Vía Layetana de Barcelona.

## Antecedentes
Se creó siguiendo el modelo de otros que ya existían en diferentes ciudades europeas y americanas. Constance Smedley creó en Londres el primero en 1904, le siguieron Berlín (1905), París (1906), Bruselas (1913), Nueva York (1914) y, posteriormente, a Roma, Estocolmo, Milán, Florencia, La Haya, Innsbruck, La Habana y Madrid (1926).

## Texto fundacional y miembros
El texto fundacional publicado en diversos medios fue el "Manifiesto a las mujeres" firmado por Aurora Bertrana, María Pino, Enriqueta Sèculi, Anna Miret, Carme Cortés, Mercè Ros, Montserrat Granero, Isolina Viladot, Leonor Serrano, María Carratalà, Josefina Bayona y Amanda Llebot.
Además de ellas, otras mujeres que participaron en el proyecto fueron Carme Monturiol, María Baldó, Llorença García, Anna Gavin, Elvira Augusta Lewi,  Anna María Martínez Sagi, Gertrudis Millàs, María Luz Morales, María Parellada, Carme Perarnau, María Sandiumenge, Lina Sitges, Severina Valls, Concepción Viñas y Esther Antich.

## Actividades
El Lyceum Club de Barcelona, a lo largo de sus pocos años de vida, organizó muchas y diferentes actividades que se desarrollaban también en otras instituciones o asociaciones culturales de la ciudad, como el Ateneo barcelonés o el Ateneo Enciclopédico Popular, el Ateneum Polytechnicum, la librería Catalònia, el Centro Artístico o el Fomento de las Artes Decorativas. Se programaron ciclos de conferencias sobre educación, feminismo y voto femenino, salud, legislación, etc., y cursos de literatura, gramática catalana, divulgación musical y decoración, entre otros. 
Las mujeres del Lyceum también comenzaron en 1932 una línea de publicaciones, con el libro de María Pi Ferrer Una visión femenina del momento presente. Se hicieron lecturas de teatro y poesía y, desde el 1933, sesiones de teatro amateur que se programaban, con mucho reconocimiento crítico, en el Teatro Studium. 
En 1934 empezaron a organizar sesiones de cine en el Cine Fémina y, desde enero del 1936, inauguraron la emisión de un programa semanal en Radio Barcelona, todos los viernes a mediodía.
La última de las actividades organizada desde el Lyceum Club de Barcelona de la cual se encontra información está directamente vinculada en el estallido de la guerra civil española. El octubre del 1936 se puso en marcha la iniciativa “La Mochila del Combatiente”, un llamamiento a las mujeres a proveer de todo el necesario a los hombres que están al frente. El final de la guerra y la victoria fascista supuso el final del Lyceum Club y de los espacios públicos de mujeres progresistas.